# 1-Triacontanol
1-Triacontanol ist eine langkettige chemische Verbindung aus der Gruppe der Fettalkohole.

## Vorkommen

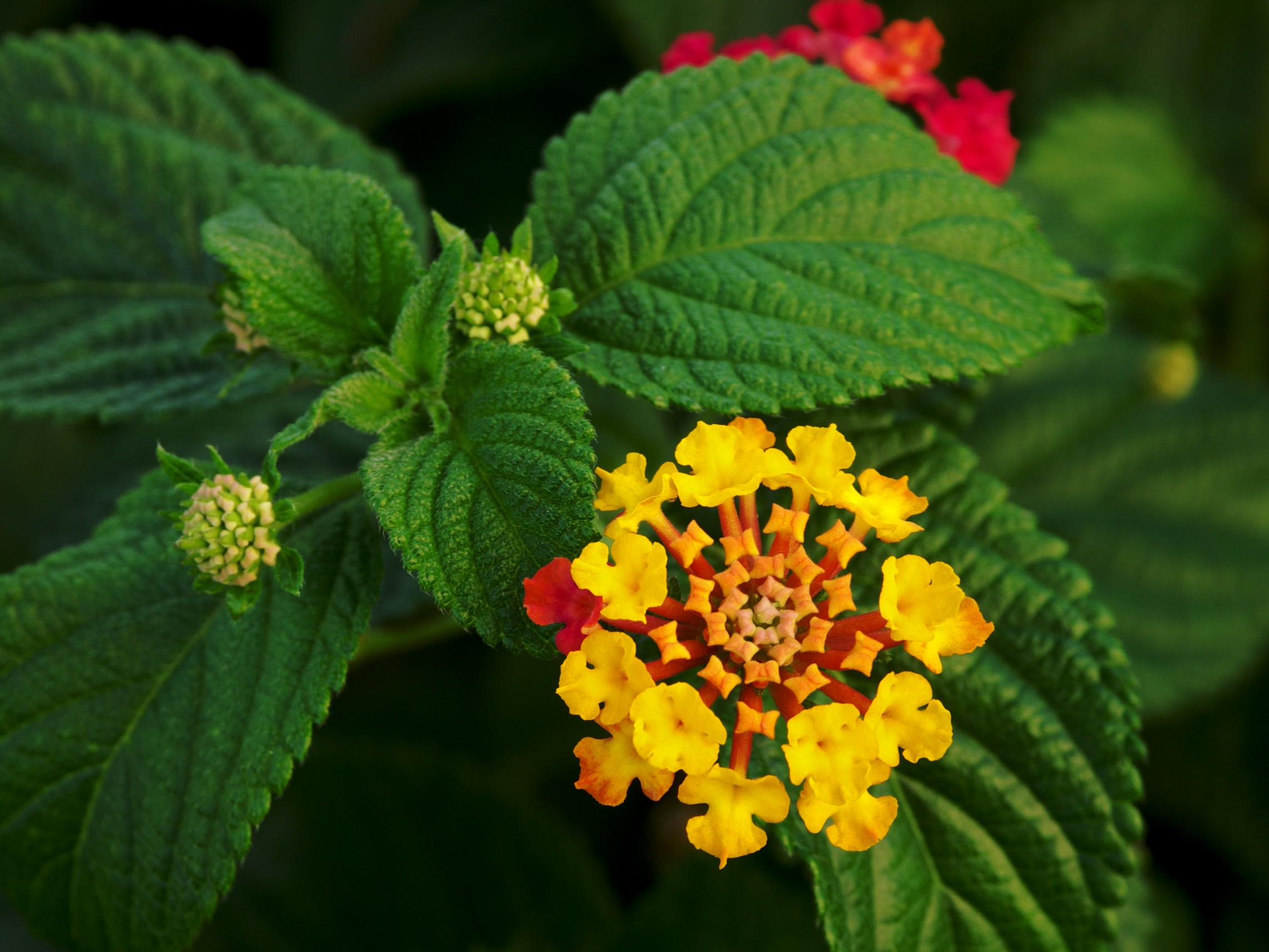
Wandelröschen

1-Triacontanol kommt natürlich im Westlichen Erdbeerbaum und im Wandelröschen vor. Es ist Bestandteil von vielen Pflanzenwachsen sowie von Montanwachs und kommt als Palmitat im Bienenwachs vor.

## Eigenschaften
1-Triacontanol ist ein farbloser Feststoff, der unlöslich in Wasser ist.

## Verwendung
1-Triacontanol wirkt als Pflanzenwuchsstoff und wird zur Verbesserung des Pflanzenwachstums und der Ernte verwendet.